# 龙州山牡荆
龙州山牡荆（学名：Vitex quinata f. lungchowensis）为马鞭草科牡荆属下的一个变型。

## 扩展阅读
- 維基物種上的相關：龙州山牡荆